# Marianne Greenwood
Marianne Greenwood (* 5. April 1916 in Gällivare als Marianne Hederström; † 3. Februar 2006 in Stockholm) war eine schwedische Fotografin und Autorin.

## Leben
Greenwood wuchs im nordschwedischen Kiruna and Skellefteå auf.
Vor dem Ende des Zweiten Weltkriegs zog Greenwood nach Stockholm und studierte an der schwedischen Kunsthochschule Konstfack. Anschließend besuchte sie im schweizerischen Lausanne die Hotelfachschule. Greenwood arbeitete danach als „Hausfotografin“ im Musée Picasso in Antibes (Frankreich). Im Rahmen ihrer Tätigkeit fotografierte sie Picasso und seine Familie sowie Besucher wie Henri Matisse, Marc Chagall, Joan Miró und Fernand Léger. Die Autoren Anaïs Nin, Robert Graves und Chester Himes zählten zu ihren engsten Freunden. In Los Angeles war sie mit dem Filmregisseur Fritz Lang befreundet.
Sie begann eine Freundschaft mit dem schwedischen Nationaltroubadour und Dichter Evert Taube. Sie lebte mehrere Jahrzehnte mit indigenen Völkern in Amerika und auf den pazifischen Inseln sowie in Papua-Neuguinea und in Teilen Asiens. 30.000 ihrer in dieser Ära entstandenen Fotografien sind im Ethnografischen Museum Stockholm archiviert.
Greenwoods veröffentlichte Texte und Fotografieren in Büchern und Magazinen unter anderem in Frankreich, Deutschland, Schweden sowie den Vereinigten Staaten. Zudem veröffentlichte sie Bücher unter ihrem Namen.
2005 erhielt Greenwood in New York für ihr Lebenswerk den Women of Discovery Award von Wingsworldquest.
In ihren späten Jahren lebte Greenwood in Antibes. Sie wurde in Stockholm begraben.
Die verfilmte Biographie „Catch the Moment“ hatte 2008 Premiere und wurde im dänischen, isländischen, norwegischen und schwedischen Fernsehen ausgestrahlt.

## Veröffentlichungen
- Jacques Prévert (Texte), Marianne Greenwood (Bilder), Françoise Gilot (Illustrationen): Vignette pour les vignerons. Falaize, Paris 1951 (französisch).
- André Verdet (Texte), Marianne Greenwood (Bilder): Picasso à Musée d'Antibes. Falaize, Paris 1954 (französisch).
- Dor de la Souchère (Texte), Marianne Greenwood (Bilder): Picasso in Antibes. Pantheon Books, New York 1960, OCLC 984999037.
- Marianne Greenwood: The Tattooed Heart of Livingstone. Hrsg.: Stein & Day. W.H. Allen London, New York 1965, OCLC 1367383 (englisch).
- Marianne Greenwood (Texte), Rosa Elena Luján (Bilder): Mexico. Lademann, Dänemark 1974, OCLC 467547376.
- Marianne Greenwood: Mein Indianischer Sommer. Bertelsmann, München 1975, OCLC 1072413433.
- Marianne Greenwood: Varför gråter puman? Trevi, Stockholm 1984, ISBN 91-7160-682-3 (schwedisch).
- Marianne Greenwood: Reise in meinem Adressbuch. Rowohlt, Hamburg 1991, ISBN 3-499-12952-3 (schwedisch: Resa i min adressbok. Stockholm 1989. Übersetzt von Verena Reichel).